# Pöhlberg
Der Pöhlberg ist ein Berg im Erzgebirge (Sachsen) mit einer Höhe von 831,1 m ü. NHN. Er liegt unmittelbar östlich der im Erzgebirgskreis gelegenen Kreisstadt Annaberg-Buchholz. Bis ins 18. Jahrhundert hinein wird der Berg in Land- und Stadtkarten als Bülberg oder Bielberg bezeichnet. Zu den Möglichkeiten der Herleitung des Namens können die slawische Silbe „Biel“ = weiß (weißer Berg) aber auch „Bühl“ bzw. „Biel“ als altertümliche Bezeichnungen für Hügel oder Anhöhe aufgeführt werden.

## Geologie

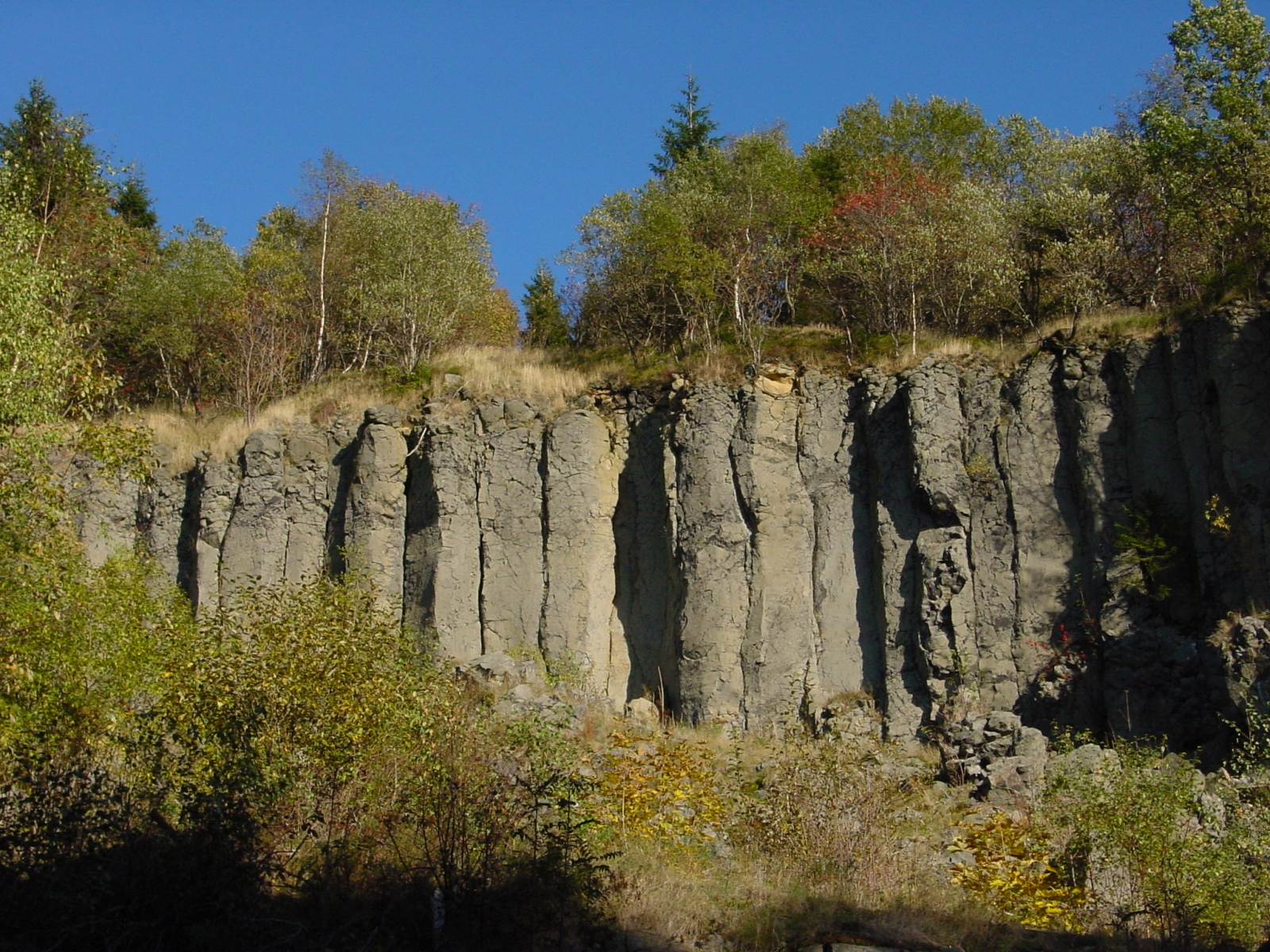
Basaltsäulen („Butterfässer“) am Pöhlberg

Als Erosionsrest eines ehemaligen Lavastromes besteht er wie seine Nachbarn Bärenstein und Scheibenberg überwiegend aus Basalt, der am westlichen und nördlichen Berghang imposante Säulen bildet. An der Nordseite des Pöhlberges sind diese Säulen („Butterfässer“ genannt) durch einen ehemaligen Steinbruch aufgeschlossen und damit gut sichtbar.

## Umgebung
Am Berg finden sich weitere kulturhistorisch interessante Sehenswürdigkeiten. Am östlichen Berghang liegt das älteste, St. Briccius genannte, Bergbaugebiet im Raum Annaberg. Der hier betriebene Zinn-, Silber- und Kupferabbau lässt sich bis um das Jahr 1442 zurückverfolgen. Den südöstlichen Berghang prägt eine ausgedehnte Steinrückenlandschaft. Sie ist der Lebensraum für über 40 Gehölz- und über 25 verschiedene Vogelarten.

## Geschichte und touristische Erschließung

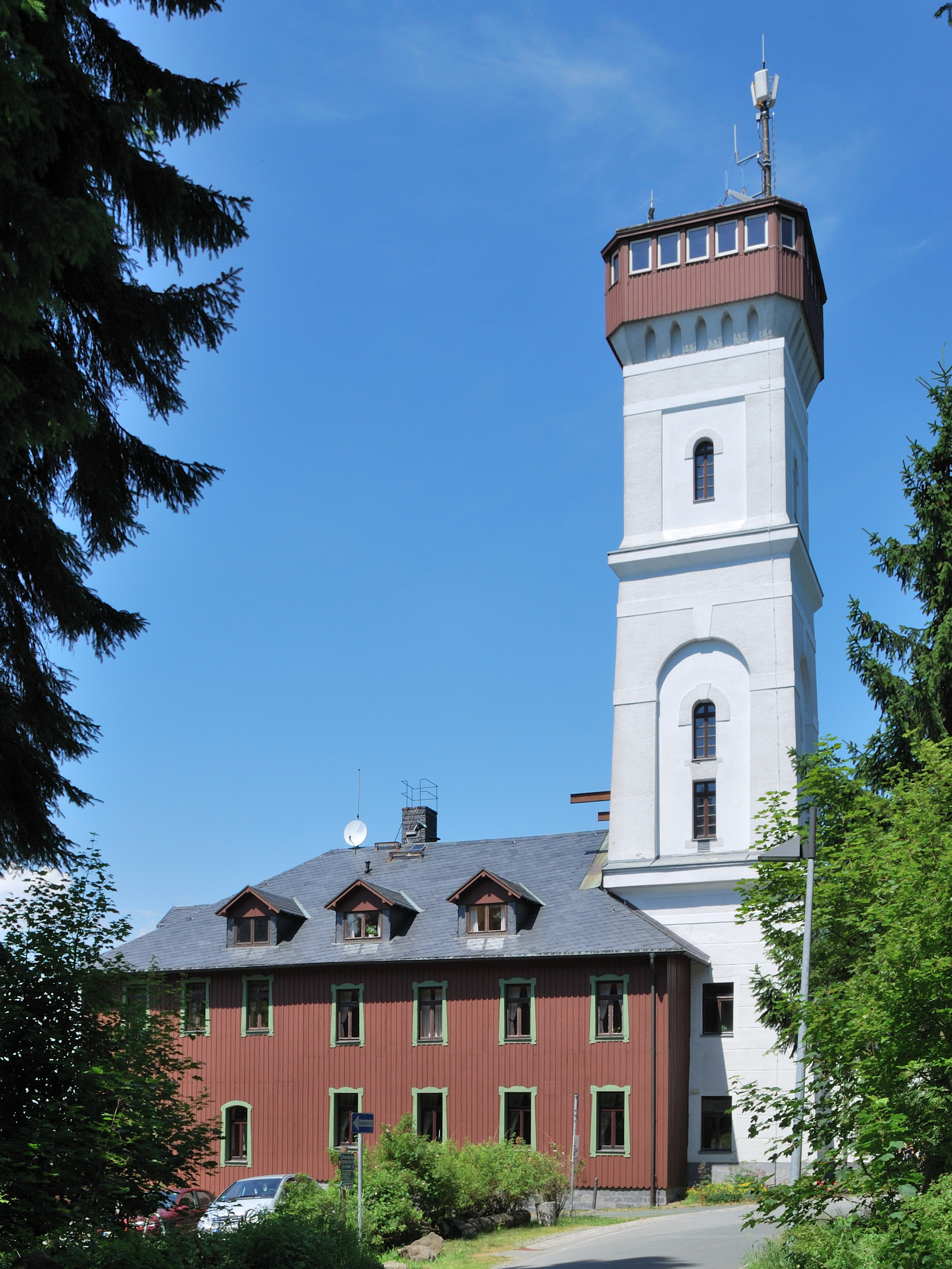
Der Aussichtsturm

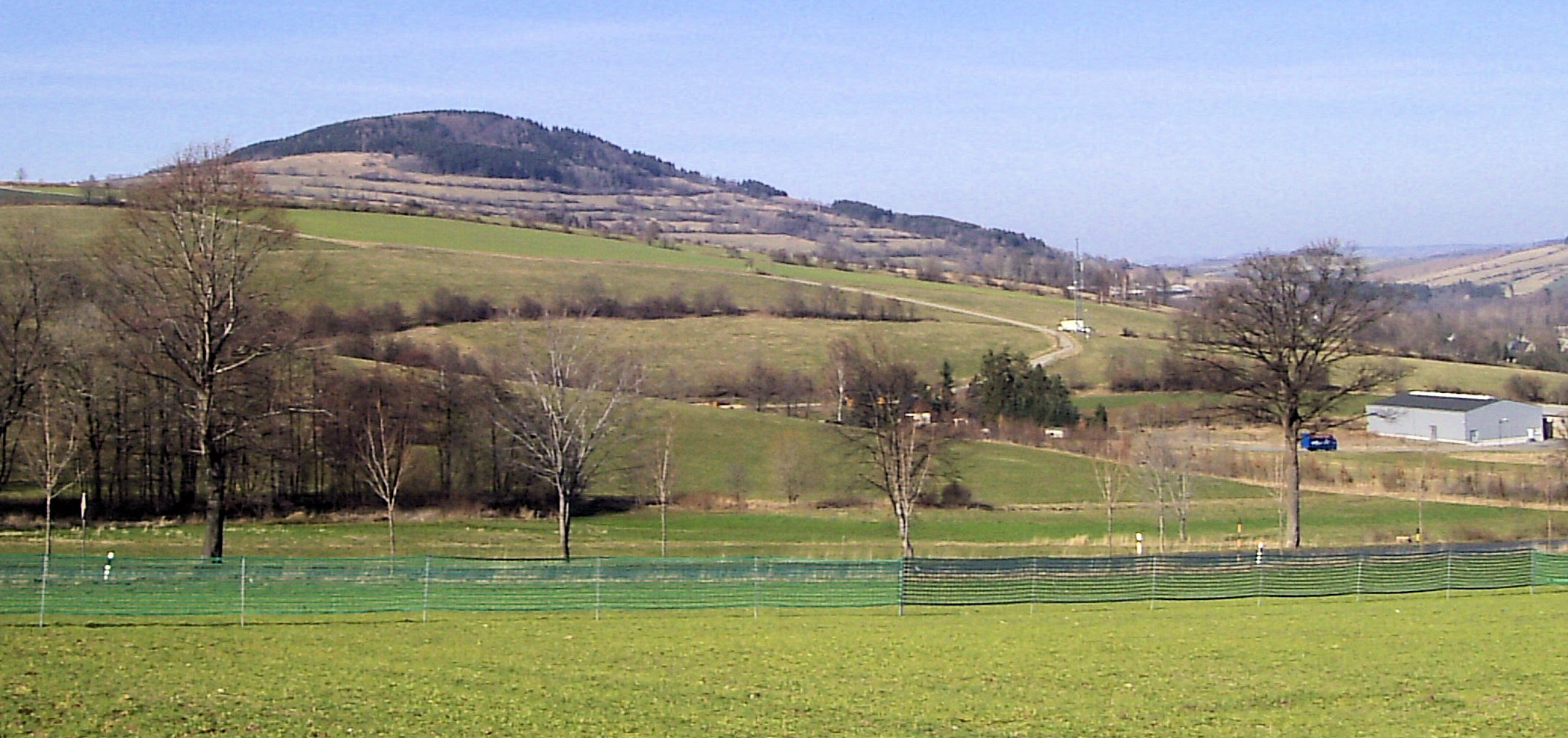
Pöhlberg, von Königswalde aus gesehen

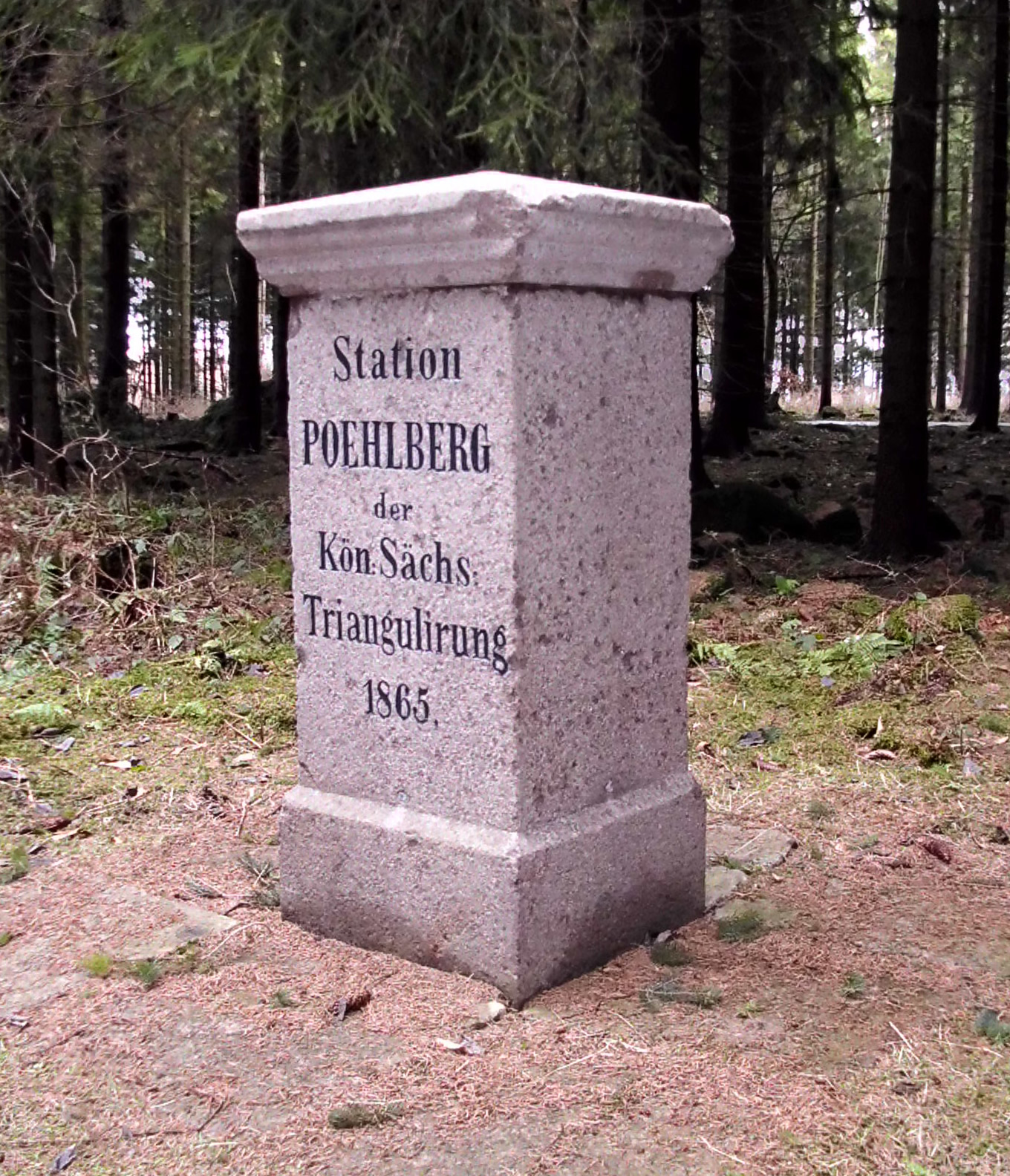
Triangulationssäule auf dem Pöhlberg bei Annaberg-Buchholz

Trotz seiner Nähe zur Stadt Annaberg war der Berg über mehrere Jahrhunderte kaum erschlossen. Mitte des 19. Jahrhunderts wurde eine Straße auf den Berg angelegt.  
Etwa 100 m östlich vom Aussichtsturm steht die 1865 errichtete Vermessungsstelle 130 der Königlich-Sächsischen Triangulirung. 
Anlässlich des 400-jährigen Gründungsjubiläums von Annaberg wurde 1896 in etwa 825 m Seehöhe, rund 130 m westnordwestlich des höchsten Punktes der 35 m hohe Aussichtsturm errichtet. Das Gebäude wurde mehrmals erweitert. Die angebaute Ausflugsgaststätte mit Hotel wurde am 12. Juli 1897 eröffnet.  
1915 wurde eine über 1500 Meter lange Bobbahn angelegt, die heute nicht mehr nutzbar ist.  
1921 bis 1928 wurden die Pöhlbergrennen veranstaltet, die als älteste Motorsport-Bergmeisterschaften im Freistaat Sachsen gelten.
Am 26. September 1923 kam es am Pöhlberg zu Kämpfen zwischen Kommunisten und Nationalsozialisten  (Pöhlbergschlacht) mit 25 Verletzten und einem Toten, dem Bankbeamten Albert Fläming aus Buchholz.  Für ihn wurde am 1. Mai 1933 ein vier Meter hohes Denkmal mit einer Bronzeplatte am Pöhlberg errichtet. Die Platte und der hohe Turm aus Bruchsteinen wurde nach Ende des Zweiten Weltkrieges beseitigt und später das Denkmal mit einer neuen Gedenktafel an die Ereignisse von 1923 versehen. 
Eine in den 1970er Jahren errichtete Sprungschanze wurde inzwischen abgerissen.
Seit 1998 findet nach 70-jähriger Pause jährlich am Pfingstsamstag wieder das historische Pöhlbergrennen in Form einer Oldtimer-Gleichmäßigkeitsfahrt vom MC Annaberg im ADAC als Highlightveranstaltung für ungezählte Motorsportfans  statt.
An den Berghängen befinden sich zwei Skihänge mit Liften sowie eine Rodelbahn.

### Aussicht
Bei guten Bedingungen reicht der Blick vom Gipfel in Richtung
- Westen: über Annaberg-Buchholz und Schlettau zum Scheibenberg und Auersberg und darüber hinaus zum 130 km entfernten Spitzen Berg in Thüringen.
- Norden: über Annaberg-Buchholz bis nach Chemnitz und weiter bis zur 103 km entfernten Deponie Seehausen (im Norden von Leipzig), sowie zu Rochlitzer Berg (54 km) und Collmberg (81 km).
- Osten: über Großrückerswalde zum Hirtstein und zum 53 km entfernten Kahleberg
- Süden: über den Bärenstein zum Erzgebirgskamm mit Fichtelberg, Klínovec (Keilberg) und Jeleni Hora.

## Sonstiges
Am Fuß des Pöhlberges liegt der Annaberger Stadtwald, in dem sich u. a. ein Wildtiergehege befindet. Der Pöhlberg ist ein beliebtes Naherholungsgebiet.
Während des Ersten Weltkrieges wurde eine markante und stark umkämpfte Erhebung an der Westfront (östlich von Reims bei Moronvilliers) wegen der Ähnlichkeit mit dem erzgebirgischen Berg auf deutscher Seite als Pöhlberg bezeichnet. Der Name ging auf die dort längere Zeit kämpfenden sächsischen Truppen des XII. Korps zurück.

Pöhlberg und Annaberg-Buchholz von Westen gesehen

Die Bergbaulandschaft am Pöhlberg ist eine ausgewählte Stätte des UNESCO-Welterbes Montanregion Erzgebirge.